# 初安民
初安民（1957年4月26日—），臺灣文學編輯人、詩人。籍貫山東牟平，出生於韓國。國立成功大學中文系畢業。曾任中學教員、雜誌編輯，《聯合文學》社長兼總編輯。現任印刻文學生活雜誌出版公司（印刻出版）社長兼《印刻文學生活誌》總編輯。

## 生平
初安民的父親原是烟台市的中医师。1949年，国共内战時開始逃亡。初父原先打算定居於台灣，但由於無法找到前往台灣的船，結果逃往朝鮮半島。1957年，初安民於韓戰後的南韓出生。在初安民的沒有玩具和娛樂的童年，初父經常給小安民唸《论语》、《左传》等中華經典，為小安民打下了堅實的中國國學基礎。
1977年，初安民20歲時，父親舉家從韓國到台灣，並且入讀國立成功大學中文系。期間於1979年（民68年）、1980年（民69年）及1982年（民71年）贏得校內的鳳凰樹文學獎。畢業，取得中國文學的文學士。之後曾於臺中市私立明道高級中學任教了一年，然後辭職去追逐他的文學夢想。
他是詩人、作家，也是擁有卅多年經驗的資深出版人。1988年加入聯合報系的《聯合文學》，從基層做起，擔任編輯20年，期間於2003年（民92年）得過由國民黨資助的文學雜誌《文訊》頒授的五四獎。也曾编過《短篇小說》雜誌，目前是他所創辦的《印刻文學生活誌》的總編輯。
2021年，初安民榮獲金鼎獎的特別貢獻獎。

## 作品

### 詩集
- 《愁心先醉》(1985)
- 《往南方的路》(2001)
- 《世界上距離陸地最遙遠的小島》(2021)

### 散文
- 《我愛張愛玲》(1992)

## 外部連結
- 初安民的微博（页面存档备份，存于）
- 初安民的Facebook專頁